# Commissione internazionale di inchiesta su Međugorje
La commissione internazionale di inchiesta e di studio sulle apparizioni della Madonna di Međugorje è stato un organismo temporaneo della Santa Sede, presso la Congregazione per la Dottrina della Fede, istituito il 17 marzo 2010 e soppresso il 17 gennaio 2014, avente lo scopo di indagare sulle apparizioni mariane avvenute a Medjugorie. Era presieduta dal cardinale Camillo Ruini ed era composta da 13 membri permanenti più una serie di collaboratori, tra religiosi e laici.

## Attività
I lavori della Commissione sono riservati e le conclusioni da essa raggiunte in merito ai fatti in esame sono destinate a essere sottoposte alla Congregazione per le azioni di sua competenza.
La prima riunione della commissione, istituita da papa Benedetto XVI, si è tenuta il 26 marzo 2010 e, il 17 gennaio 2014, tale organo ha terminato il suo lavoro di esame, inviando tutta la documentazione alla Congregazione per la dottrina della fede.
Papa Francesco ha giudicato in modo positivo il lavoro svolto dalla commissione e ha delegato l’arcivescovo polacco Henryk Hoser di effettuare ulteriori indagini, sul posto, sulla situazione pastorale.

## Membri
La Commissione, presieduta dal cardinale Camillo Ruini, vicario generale emerito per la diocesi di Roma, era composta dai seguenti membri:
- card. Jozef Tomko, presidente emerito del Pontificio comitato per i congressi eucaristici internazionali;
- card. Vinko Puljić, arcivescovo metropolita di Sarajevo (Bosnia ed Erzegovina);
- card. Josip Bozanić, arcivescovo metropolita di Zagabria (Croazia);
- card. Julián Herranz Casado, presidente emerito del Pontificio consiglio per i testi legislativi;
- card. Angelo Amato, prefetto della Congregazione delle Cause dei Santi;
- mons. Tony Anatrella, psicoanalista e specialista in psichiatria sociale;
- mons. Pierangelo Sequeri, docente di teologia fondamentale e preside della Facoltà teologica dell'Italia settentrionale;
- padre David-Maria Jaeger, consultore del Pontificio consiglio per i testi legislativi;
- p. Zdzisław Józef Kijas, relatore della Congregazione delle cause dei santi;
- p. Salvatore M. Perrella, preside della Pontificia facoltà teologica "Marianum";
- prof. Achim Schütz, docente di Antropologia Teologica presso la Pontificia Università Lateranense, in qualità di segretario;
- mons. Krzysztof Józef Nykiel, officiale della Congregazione per la Dottrina della Fede, in qualità di segretario aggiunto.

Ai lavori della commissione hanno partecipato anche:
- Franjo Topić, docente di teologia fondamentale a Sarajevo;
- p. Mijo Nikić, docente di psicologia e psicologia delle religioni presso l'Istituto Filosofico e Teologico della Compagnia di Gesù a Zagabria;
- p. Mihály Szentmártoni, docente di spiritualità presso la Pontificia Università Gregoriana;
- suor Veronika Nela Gašpar, F.D.C., docente di teologia a Fiume (Croazia).